# Linia kolejowa Dyneburg – Kurcums
Linia kolejowa Dyneburg – Kurcums – linia kolejowa na Łotwie łącząca stację Dyneburg z mijanką Kurcums i z granicą z Litwą.
Linia na całej długości jest jednotorowa i niezelektryfikowana.

## Historia
Linia powstała w 1862 jako część Kolei Warszawsko-Petersburskiej. Początkowo leżała w Imperium Rosyjskim, w latach 1918–1945 na Łotwie, następnie w Związku Sowieckim (1945–1991). Od 1991 ponownie znajduje się w granicach niepodległej Łotwy.